# Gran Premio del Úlster de Motociclismo de 1965
El Gran Premio del Ulster de Motociclismo de 1965 fue la décima prueba de la temporada 1965 del Campeonato Mundial de Motociclismo. El Gran Premio se disputó el 7 de agosto de 1965 en Dundrod.

## Resultados 500cc
Sin Mike Hailwood y Giacomo Agostini, los conductor privado podrían competir por la victoria. La lucha por el tercer lugar en el Campeonato Mundial fue entre Paddy Driver y Jack Ahearn, pero este último tampoco comenzó. El norirlandés Dick Creith ganó su carrera en casa para Driver, quien ahora se aseguraba su tercer lugar en la general. Chris Conn terminó tercero en la carrera.

| Pos.    | Piloto           | Equipo    | Tiempo     | Pts. |
| ------- | ---------------- | --------- | ---------- | ---- |
| 1       | Richard Creith   | Norton    | 1h 17:18.2 | 8    |
| 2       | Paddy Driver     | Matchless | + 8.4      | 6    |
| 3       | Chris Conn       | Norton    | + 11.2     | 4    |
| 4       | Jack Findlay     | Matchless | +1:32.2    | 3    |
| 5       | Fred Stevens     | Matchless | +1:35.4    | 2    |
| 6       | Robin Fitton     | Norton    | +1:51.2    | 1    |
| 7       | Gustav Havel     | Jawa      |            |      |
| 8       | William McCosh   | Matchless |            |      |
| 9       | Selwyn Griffiths | Matchless |            |      |
| 10      | Dan Shorey       | Norton    |            |      |
| 11      | Ian Mcgregor     | Norton    |            |      |
| 12      | Ron Wilson       | Norton    |            |      |
| 13      | Jimmy Jones      | Norton    |            |      |
| 14      | Davy Crawford    | Norton    |            |      |
| 15      | Alf Shaw         | Norton    |            |      |
| 16      | Jack Saunders    | Matchless |            |      |
| 17      | John Brown       | Norton    |            |      |
| Fuente: |                  |           |            |      |

## Resultados 350cc
Jim Redman realizó la vuelta más rápida en carrera y tomó la delantera cuando cayó a la penúltima vuelta y se rompió una clavícula. En ausencia de MV Agusta, František Šťastný ganó la carrera con su Jawa. El amigo y protegido de Redman, Bruce Beale (con la Honda RC 172 de 1964) y Gustav Havel (Jawa) completaron el podio.
| Pos. | Piloto             | Equipo | Tiempo       | Pts. |
| ---- | ------------------ | ------ | ------------ | ---- |
| 1    | František Št'astný | Jawa   | 1h 13' 12" 8 | 8    |
| 2    | Bruce Beale        | Honda  | +30" 66      | 6    |
| 3    | Gustav Havel       | Jawa   | +1' 56" 2    | 4    |
| 4    | Chris Conn         | Norton | +2' 04" 6    | 3    |
| 5    | John Cooper        | Norton |              | 2    |
| 6    | Griff Jenkins      | Norton |              | 1    |
| 7    | Dan Shorey         | Norton |              |      |
| Ret  | Phil Read          | Yamaha | Ret          |      |
| Ret  | Derek Woodman      | MZ     | Ret          |      |
| Ret  | Jim Redman         | Honda  | Ret          |      |

## Resultados 250cc
En la cilindrada de 250cc, Jim Redman no pudo comenzar en la carrera por su caída en la carrera de 350cc. Phil Read y Mike Duff pudieron conducir sus Yamahas al podio, y Derek Woodman quedó en tercer lugar nuevamente. Redman pudo haber dejado a Read (teóricamente) fuera del título mundial. Pero ahora que no comenzó, Read se proclamó campeón mundial de 250cc.
| Pos. | Piloto        | Equipo  | Tiempo       | Pts. |
| ---- | ------------- | ------- | ------------ | ---- |
| 1    | Phil Read     | Yamaha  | 1h 17' 26" 8 | 8    |
| 2    | Mike Duff     | Yamaha  | +37" 4       | 6    |
| 3    | Derek Woodman | MZ      | +1' 15" 4    | 4    |
| 4    | Heinz Rosner  | MZ      | +1' 30" 2    | 3    |
| 5    | Ralph Bryans  | Honda   |              | 2    |
| 6    | Ginger Molloy | Bultaco |              | 1    |
| DNS  | Jim Redman    | Honda   | DNS          |      |

## Resultados 125cc
Después de no presentarse en dos Grandes Premios, las Honda regresó a 125cc, pero Ralph Bryans todavía tuvo que arreglárselas con la decepcionante 4RC 146. No pasó más allá del cuarto puesto, incluso después de que los conductores Suzuki Hugh Anderson y Frank Perris se hubieran retirado. Le dio a Ernst Degner la oportunidad de ganar su primer GP de la temporada. Los pilotos de MZ, Klaus Enderlein y Derek Woodman, completaron el podio.
| Pos. | Piloto          | Equipo  | Tiempo  | Pts. |
| ---- | --------------- | ------- | ------- | ---- |
| 1    | Ernst Degner    | Suzuki  | 56"33'0 | 8    |
| 2    | Klaus Enderlein | MZ      | +2"49'4 | 6    |
| 3    | Derek Woodman   | MZ      | +3"14'0 | 4    |
| 4    | Ralph Bryans    | Honda   |         | 3    |
| 5    | Bruce Beale     | Honda   |         | 2    |
| 6    | Tommy Robb      | Bultaco |         | 1    |
| Ret  | Frank Perris    | Suzuki  | Ret     |      |
| Ret  | Hugh Anderson   | Suzuki  | Ret     |      |